# Дескубес, Евгений Иванович
Евгений Иванович Дескубес (23 декабря 1869, Оренбург — 1916, Владикавказ) — российский гражданский инженер, архитектор. По его проектам были построены различные здания и сооружения в Кисловодске, Железноводске и Владикавказе, некоторые из которых сегодня являются объектами культурного наследия федерального значения.

## Биография
Родился 23 декабря 1869 года в Оренбурге в семье симбирского мещанина, учителя французского языка Жана Дескубеса и Анны, урождённой Залесской. Окончил Владикавказское реальное училище. С 1888 по 1893 года обучался в Институте гражданских инженеров в Петербурге. С 1893 по 1896 года руководил строительством зданий Минераловодской линии Владикавказской железной дороги. С 1904 года работал городским архитектором во Владикавказе.

## Проекты и постройки
во Владикавказе
- Войсковая женская гимназия на ул. Интернациональная дом 22
- Особняк адвоката Далгата на ул. Максима Горького, дом 45
- Доходный дом Духиева на ул. Тамаева, дом 21
- Здание торговой фирмы «Киракозов—Оганов» на ул. Джанаева, дом 20
- Торговый дом на улице Джанаева, дом 43
- Здание бывшего винно-водочного завода на улице Коцоева, дом 13

в Железноводске
- Железноводский вокзал

в Кисловодске
- Курортный зал (Курзал) Общества Владикавказской железной дороги
- Лестница западная, Карла Маркса, 1
- Мостик пешеходный, Карла Маркса, 1
- Мостик северный, ул. Вокзальная
- Раковина музыкальная, Карла Маркса, 1